# 加纳棺材

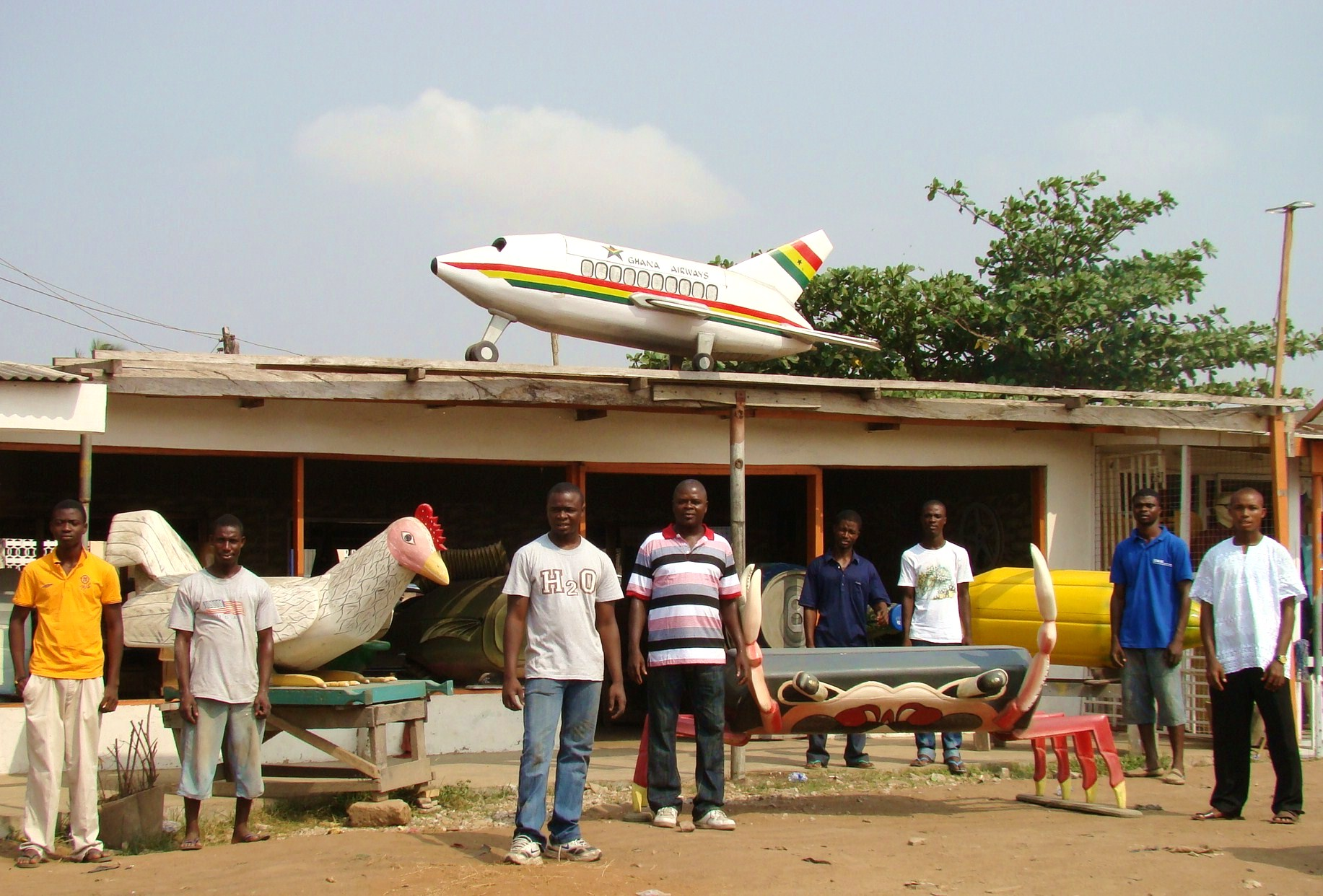
埃里克·阿杰蒂·阿让、凯恩·奎木工作坊和各式各样的棺材

加纳棺材（英語：、，在非洲又称、或加语，即具象棺材）是加纳大阿克拉地區的一种棺材，由专门的手艺人制作。这种衍生自加纳具象轿子的色彩丰富的棺材并不仅仅是棺材，同时也被认为是艺术品，于1989年在法国巴黎的國立現代藝術博物館的「大地的魔法师（Les Magiciens de la terre）」展览中首次出现在在西方公众视野中。在巴黎展出的七个棺材盒是凯恩·奎（1922-1992）和他的前助手帕·乔（1947-）制作的。此后，凯恩·奎、他的孙子埃里克·阿让、帕·乔、丹尼尔·门萨、库乔·阿福图和其他艺术家制作的艺术棺材在世界各地的许多国际艺术博物馆和画廊展出。

## 圖片

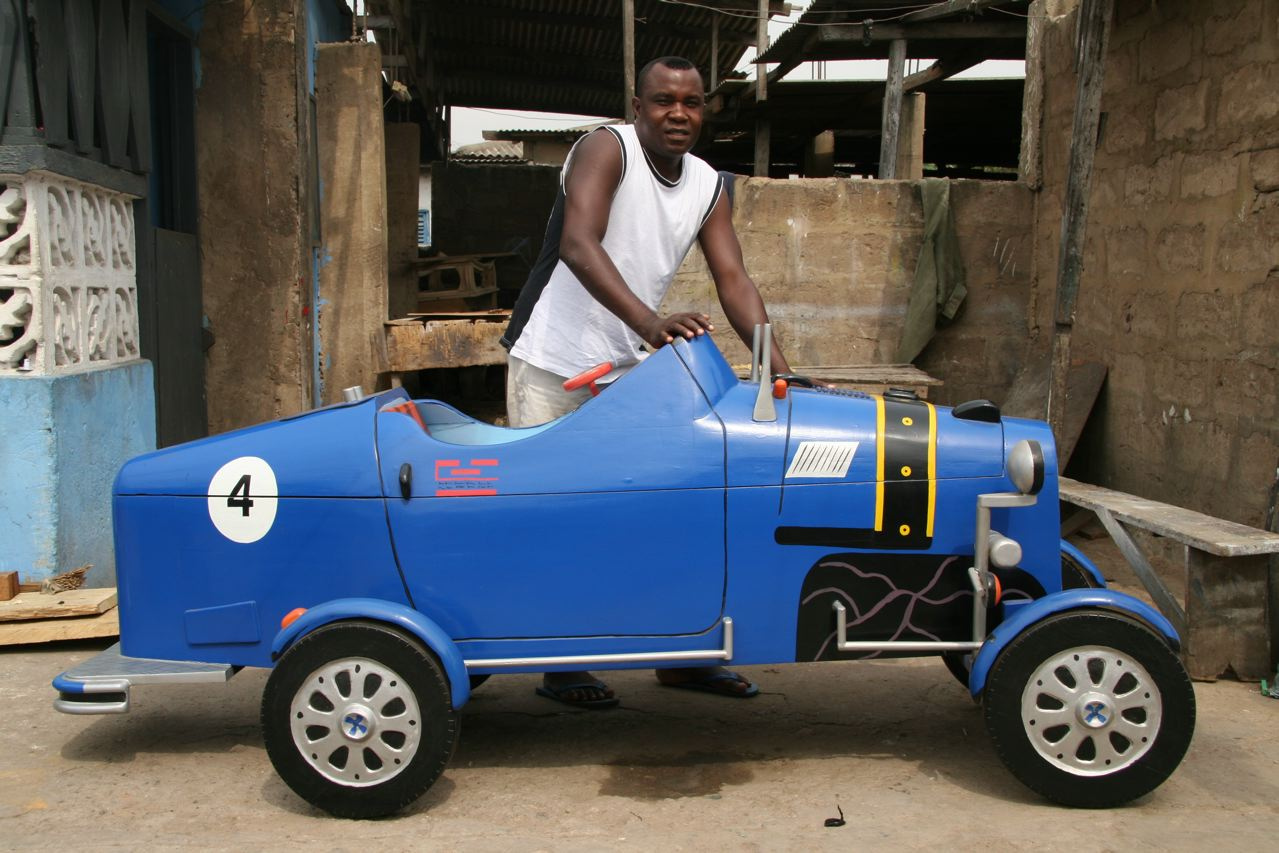
加纳車形棺材
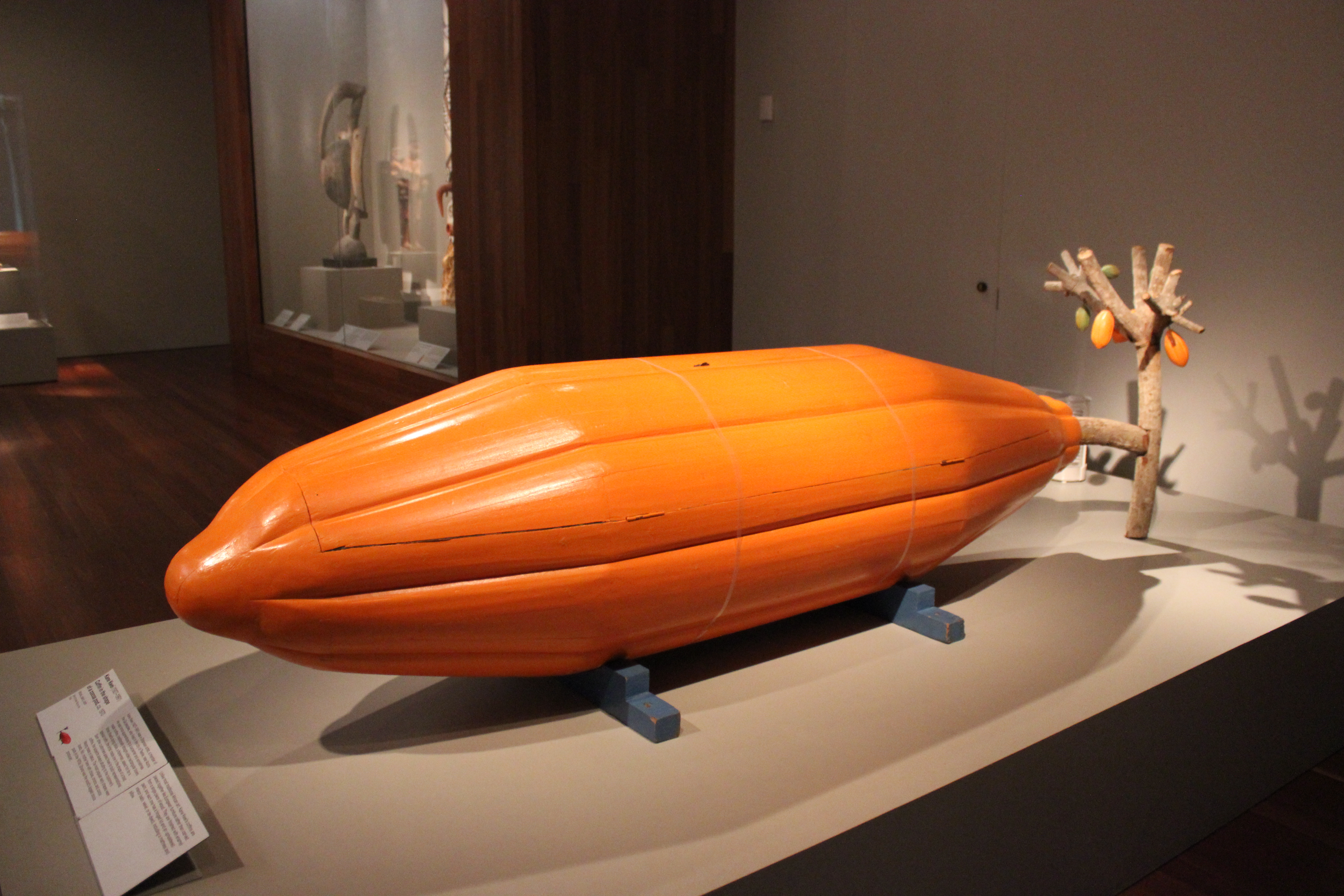
加纳可可果形棺材
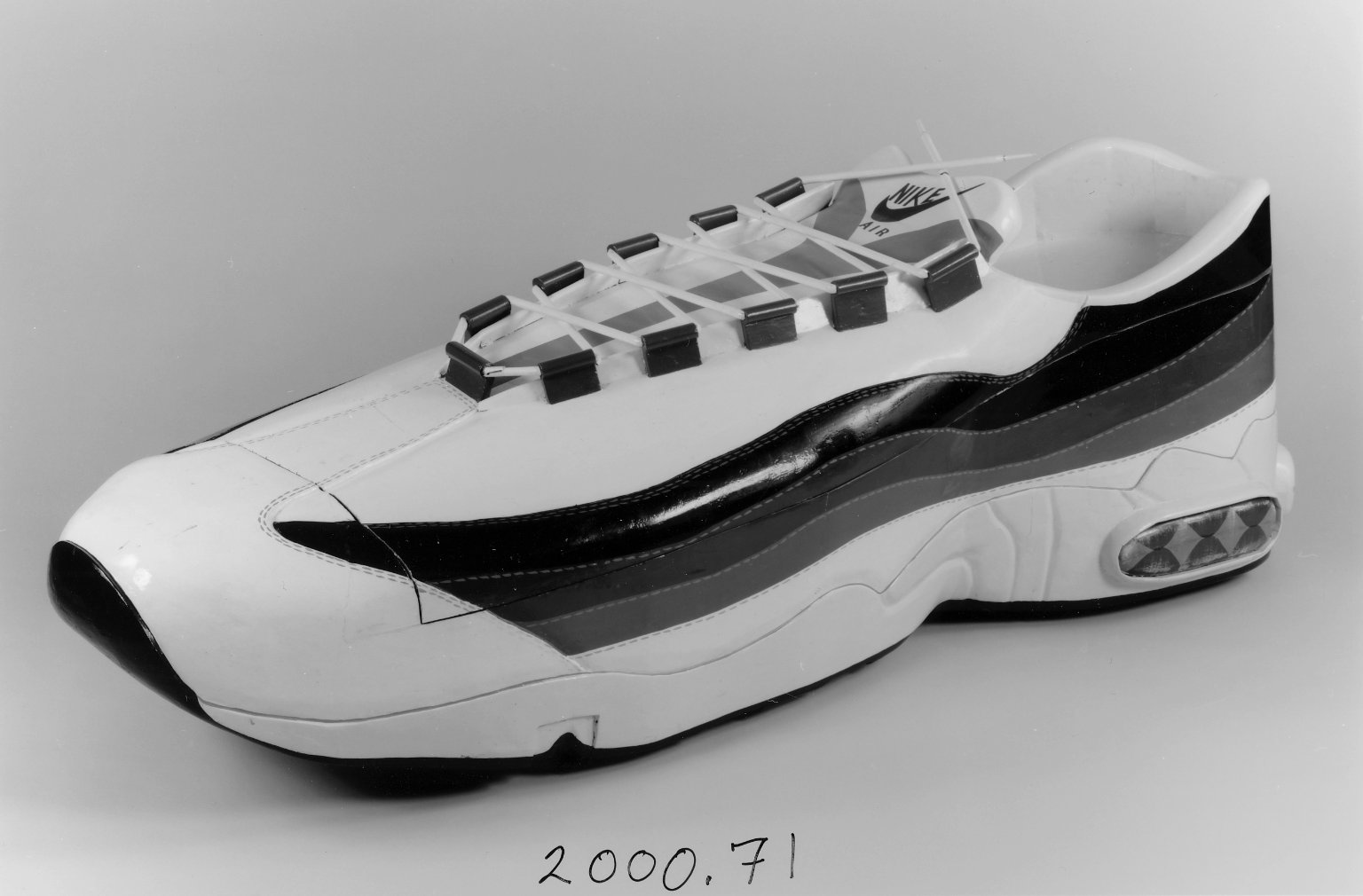
加纳運動鞋形棺材
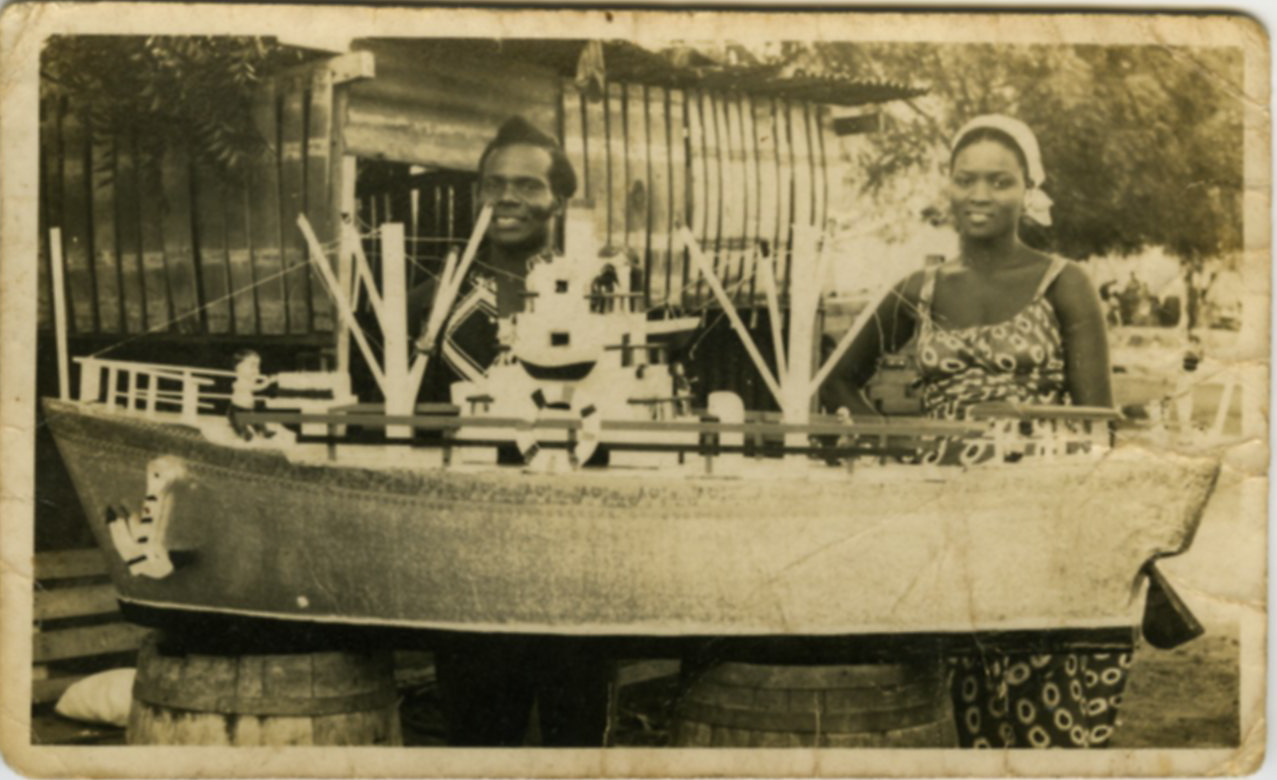
加纳船形棺材